# Manoel Simplício da Silva
Manoel Simplício da Silva (Vicência, 8 de fevereiro de 1936) é um comerciante, técnico em contabilidade e político brasileiro com atuação no Piauí.

## Dados biográficos
Filho de Pedro Simplício da Silva e Severina Campina do Nascimento. Comerciante e técnico em contabilidade, iniciou a carreira política na ARENA e foi eleito vereador em 1970, prefeito de Floriano em 1972 e deputado estadual em 1978. Com o fim do bipartidarismo, ingressou no PDS e foi eleito prefeito de Floriano em 1982, sendo que migrou para o PFL no decorrer do mandato.
Derrotado ao buscar um mandato de deputado estadual em 1990, elegeu-se prefeito de Floriano pela terceira vez em 1992, pelo PTB. A seguir, disputou, sem sucesso, um mandato de deputado estadual em 1998, 2002 e 2010, e a prefeitura de Floriano no ano 2000. Migrou para o PV e foi eleito vereador de Floriano em 2004, 2012, 2016, sendo eleito presidente da Câmara de Vereadores de 2013 a 2015. Candidatou-se a deputado federal em 2006 e a vice-prefeito de Floriano em 2020, sem obter êxito.